# Roman Kent

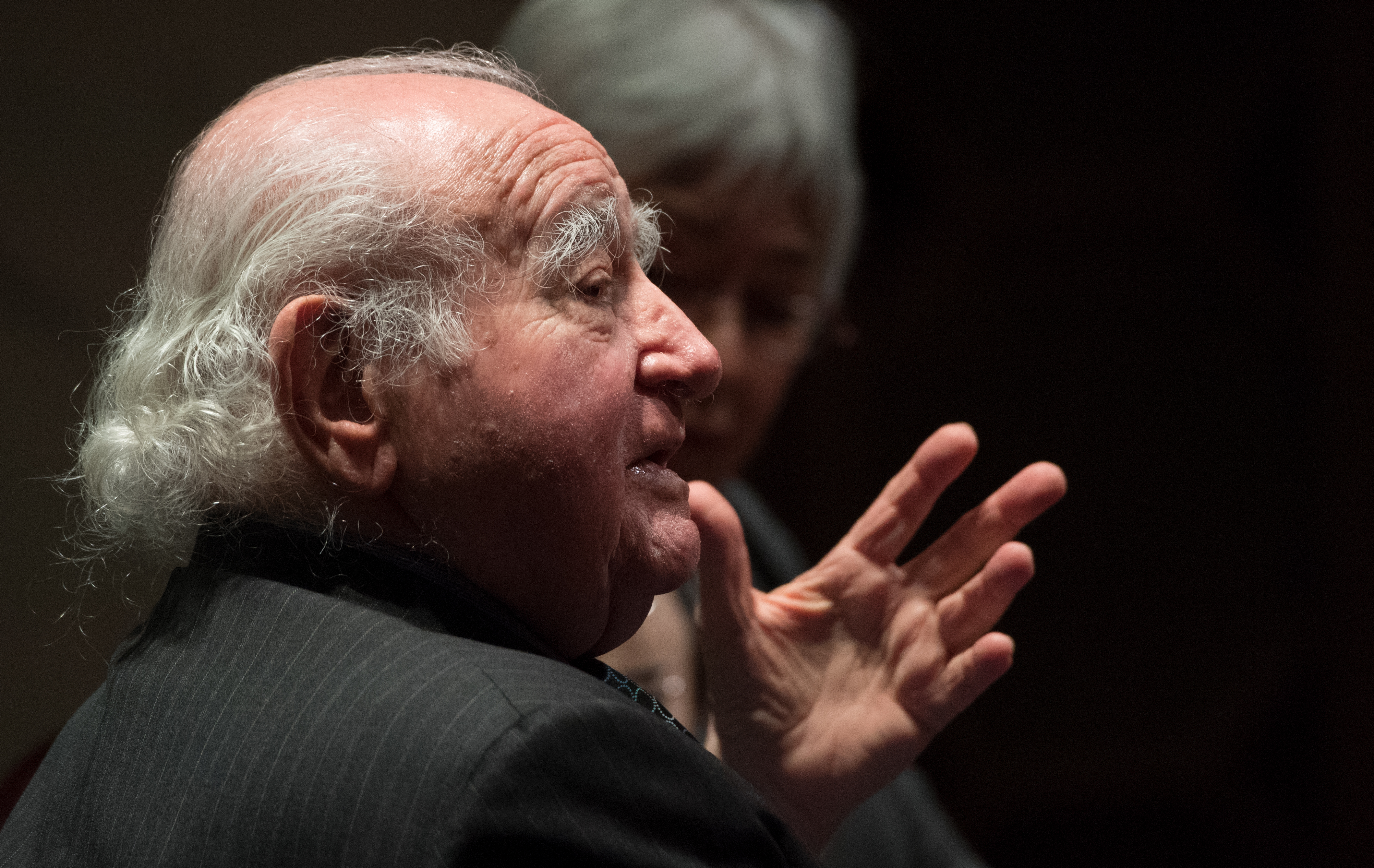
Roman Kent auf dem Holocaust-Gedenktag 2017 in Washington

Roman Kent (geboren am 18. April 1929 als Roman Kniker in Łódź (Polen); gestorben am 21. Mai 2021 in New York City, Vereinigte Staaten) war ein polnisch-amerikanischer Shoa-Überlebender und seit 2011 Präsident des Internationalen Auschwitz Komitees.

## Leben
Kniker war ein Sohn des Textilfabrikanten Emanuel Kniker und dessen Ehefrau Sonia. Er wuchs mit drei Geschwistern auf und besuchte die private Jüdische Schule in seiner Heimatstadt Łódź, bis diese nach der Okkupation Polens zu Beginn des Zweiten Weltkriegs von den deutschen Besatzungstruppen geschlossen wurde. Die Familie musste auch die Wohnung verlassen und lebte einige Zeit in einem Raum in der konfiszierten Fabrik des Vaters, bis sie Ende 1939 ins Ghetto verbracht wurden, wo sein Vater 1943 an den Folgen der Unterernährung starb. Als das Ghetto 1944 liquidiert wurde, wurde die restliche Familie Kniker ins KZ Auschwitz-Birkenau deportiert, wo Roman von seiner Mutter und seinen Schwestern getrennt wurde. Gemeinsam mit seinem Bruder durchlief er weitere Konzentrationslager in Mertzbachtal, Dornau und Flossenbürg, bis die beiden im April 1945 auf dem Todesmarsch von Flossenbürg nach Dachau von der US-Armee befreit wurden.
Im Juni 1946 immigrierten Roman und Leon Kniker in die Vereinigten Staaten, wo sie ihren Familiennamen auf Kent vereinfachten.
Seit 2011 war Kent Präsident des Internationalen Auschwitz Komitee. Ebenfalls 2011 wurde er auf Vorschlag des US-Präsidenten Barack Obama Mitglied im Beirat des US-Holocaust Memorial Council. Außerdem war er Vorsitzender der amerikanischen Organisation von Schoa-Überlebenden und ihren Nachkommen sowie Präsident der Jewish Foundation for the Righteous, einer Organisation, die bedürftigen Nichtjuden hilft, die während der Zeit der Schoa Juden gerettet haben.
Kent war Schatzmeister der Jewish Claims Conference.

## Ehrungen
- 2014 erhielt Roman Kent den Verdienstorden der Bundesrepublik Deutschland.[2]

## Schriften (Auswahl)
- Courage Was My Only Option: The Autobiography of Roman Kent. Mit einem Vorwort von Lawrence Eagleburger. Vantage Press, New York, 2008, ISBN 0-533-15653-X.
- Beth B. Cohen (Hrsg.): Child Survivors of the Holocaust: The Youngest Remnant and the American Experience. Rutgers University Press, New Brunswick (New Jersey) / London, 2018, ISBN 978-0-8135-8497-3.

## Filmographie
- 1983: Liv Ullmann Children in the Holocaust.